# Sádek (Čáslavice)
Sádek (dříve též Sádeček nebo Pod Sádkem) je osada v okrese Třebíč v kraji Vysočina. Jde o místní část obce Čáslavice. Sádek se nachází pod kopcem vysokým 564 m, na němž stojí stejnojmenný zámek Sádek, asi 11,2 km jihozápadně od centra Třebíče a asi 7,6 km od okraje jejího zastavěného území.
Osadou protéká potok Římovka, na němž se nachází Sádecký rybník, kolem něhož se osada rozkládá. Silniční spojení zajišťuje silnice III/4102.

## Geografie
Sousedními obcemi osady Sádek jsou Čáslavice, Kojetice, Loukovice a Rokytnice nad Rokytnou. Od Kojetic se osada nachází asi 1,4 km západně, od Čáslavic 2,1 km severovýchodně, od Loukovic 2,5 km severovýchodně a od Rokytnice nad Rokytnou 3,9 km jihovýchodně.
Osada je známá především díky zámku Sádek, který se ovšem na jejím území nenachází a leží přibližně 500 metrů severovýchodním směrem v katastrálním území Kojetic.
V osadě je registrováno šestnáct čísel popisných, nachází se zde přibližně třicet budov. Asi 600 metrů jihovýchodně od osady se nachází malá osada Červený Mlýn, pojmenovaná podle Červeného mlýna (č. p. 77).